# Gloria (1999)
Gloria is een Amerikaanse misdaadfilm uit 1999 onder regie van Sidney Lumet. De film is een nieuwe versie van de gelijknamige film uit 1980 onder regie van John Cassavetes.

## Verhaal
Gloria heeft drie jaar lang in de cel gezeten voor een misdaad die ze niet heeft gepleegd. Ze wilde zo haar minnaar Kevin beschermen. Kevin is een machtige corrupte zakenman, die haar in ruil voor dat offer zoveel geld heeft beloofd dat ze nooit meer zal hoeven te werken. Wanneer ze eindelijk vrijkomt, wil Kevin haar geen stuiver geven.

## Rolverdeling
| Acteur             | Personage |
| ------------------ | --------- |
| Sharon Stone       | Gloria    |
| Jean-Luke Figueroa | Nicky     |
| Jeremy Northam     | Kevin     |
| Cathy Moriarty     | Diane     |
| George C. Scott    | Ruby      |
| Mike Starr         | Sean      |
| Bonnie Bedelia     | Brenda    |
| Barry McEvoy       | Terry     |
| Don Billett        | Raymond   |
| Jerry Dean         | Mickey    |
| Tony DiBenedetto   | Zach      |
| Teddy Atlas        | Ian       |
| Bobby Cannavale    | Jack      |
| Sarita Choudhury   | Angela    |
| Miriam Colon       | Maria     |